# Tractat de Pau de Moscou de 1940
|  | Aquest article tracta sobre el tractat que acabà la Guerra d'Hivern. Si cerqueu el tractat que acabà la Guerra de Continuació al 1944, vegeu «Armistici de Moscou». |

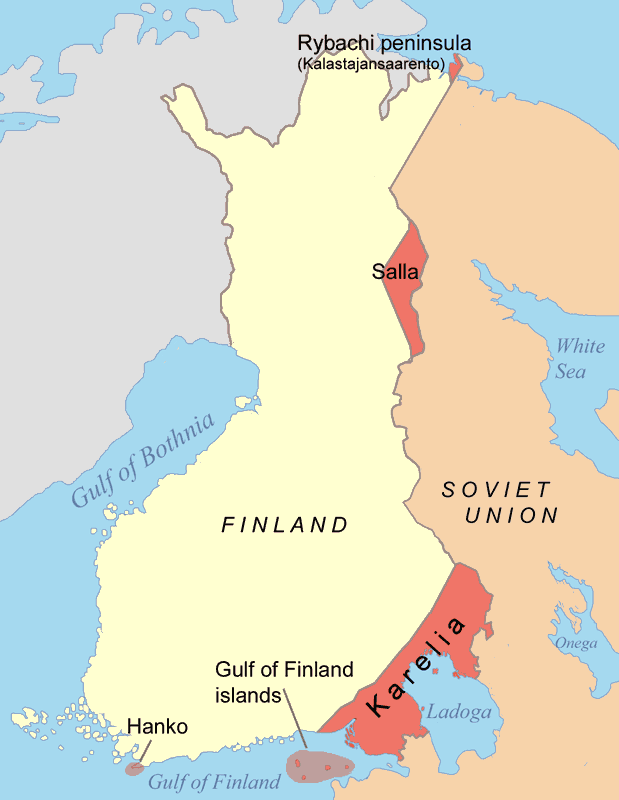
Àrees cedides per Finlàndia a la Unió Soviètica

El Tractat de Moscou fou un tractat de pau signat entre Finlàndia i la Unió Soviètica el 12 de març de 1940, i les seves ratificacions van ser el 21 de març. Marcà el final dels 105 dies de la Guerra d'Hivern que enfrontà a ambdós països. El tractat va ser signat per Viatxeslav Mólotov, Andrei Jdànov i Aleksandr Vassilevski per la Unió Soviètica i per Risto Ryti, Juho Kusti Paasikivi, Rudolf Walden i Väinö Voionmaa per Finlàndia.

## Rerefons
El govern finès rebé una primera temptativa de condicions de pau de la Unió Soviètica (a través d'Estocolm) el 29 de gener. Fins llavors, l'Exèrcit Roig havia combatut per ocupar tota Finlàndia. En aquells moments, el govern soviètic estava preparat per temperar les seves exigències. Les demandes eren que Finlàndia cedís l'istme de Carèlia, incloent-hi la ciutat de Viipuri, així com la riba finesa del llac Ladoga. La península de Hanko havia de ser arrendada a la Unió Soviètica durant 30 anys.
Finlàndia rebutjà aquestes peticions i intensifica les seves peticions a Suècia, França i el Regne Unit per a rebre suport militar mitjançant l'enviament de tropes. Si bé Finlàndia no tenia cap mena d'oportunitat en una guerra a llarg termini contra un enemic cinquanta vegades major, els informes del front encara donaven una oportunitat perquè intervingués la Societat de Nacions. Els senyals positius, tot i que inconstant, des de França i el Regne Unit, així com les expectatives més realistiques per a rebre tropes sueques, que durant tota la dècada de 1930 s'havia dedicat a fer plans i preparatius de guerra, van donar raons a Finlàndia per no llançar-se a les negociacions de pau.
Al febrer de 1940, el comandant en cap finès, mariscal de camp Mannerheim, expressà el seu pessimisme vers la situació militar, afanyant al govern perquè iniciés converses de pau el 29 de febrer, el mateix dia en què l'Exèrcit Roig inicià un atac contra Viipuri.

## Una dura pau
El 6 de març, una delegació finesa encapçalada pel Primer Ministre Risto Ryti viatjà a Moscou. Durant les negociacions, l'Exèrcit Roig trencà de nou les línies de defensa fineses als voltants de Tali i estava a prop d'envoltar Viipuri.
L'acord de Pau va signar-se a la mitjanit del 12 de març, hora de Moscou (01:00 del 13 de març segons l'hora finesa). El protocol adjunt al tractat estipulava que els combats havien d'acabar al migdia, hora de Leningrad (11:00, hora finesa), i que la lluita continuaria fins a aquella hora.
Finlàndia va veure's obligada a cedir pràcticament tota la Carèlia Finlandesa (amb el centre industrial finès, incloent-hi Viipuri, la segona major ciutat finesa; en total, prop d'un 10% del seu territori), fins i tot grans porcions de territori que encara es trobaven en mans de l'exèrcit finès. Les tropes i civils van haver d'evacuar fins a l'interior de les noves fronteres, amb 422.000 carelians, el 12% de la població finesa, van perdre les seves llars.
Curiosament, hi havia una zona que els soviètics havien conquerit durant la guerra però que va romandre en mans fineses d'acord amb el Tractat de Pau: el districte de Petsamo. Malgrat això, el tractat estipulava que Finlàndia garantia el lliure accés als ciutadans soviètics per allà quan es dirigissin a Noruega.
Finlàndia també havia de cedir una part de la zona de Salla, la part finesa de la península de Kalastajansaarento al mar de Barents, i al golf de Finlàndia, les illes de Suursaari, Tytärsaari, Lavansaari (avui illa Moxtxni), Peninsaari (avui illa Maly) i Seiskari. Finalment, la península de Hanko va ser cedida a la Unió Soviètica com a base naval durant trenta anys.
Contràriament a la creença habitual, els drets de pas de tropes soviètiques en ferrocarril a la base de Hanko no estaven garantits al tractat de pau, però es demanaren el 9 de juliol, després que Suècia s'adonés del trànsit ferroviari de tropes alemanyes cap a l'ocupada Noruega.
Es van fer més reclamacions sobre equipaments i instal·lacions als territoris ocupats. Finlàndia va haver de cedir 75 locomotores, 2.000 vagons de ferrocarril, així com cotxes, camions i vaixells. La zona industrial d'Enso, que malgrat estava a la zona finesa de la frontera, també va haver de ser lliurada als soviètics.
La nova frontera no era arbitrària des del punt de vista soviètic:
- abans de la guerra, Finlàndia era un dels principals productors de pasta de cel·lulosa, un important component pels explosius. Amb la captura d'Enso, la Unió Soviètica aconseguí el 80% de la capacitat de producció finesa.
- Finlàndia també va haver de cedir un terç de la seva indústria hidroelèctrica construïda, principalment les plantes hidràuliques del riu Vuoksi, car hi havia prop d'un 20% de mancança d'energia elèctrica a les fàbriques de Leningrad
- la localització de la nova frontera era consistent d'acord amb la doctrina de defensa soviètica, que preveia lluitar en territori enemic mitjançant contraatacs i atacs preventius. Sota aquesta doctrina, la frontera ideal no hauria de permetre que l'enemic tingues barreres defensives naturals, si no que en canvi hauria de córrer per fronteres naturals com la badia de Viipuri o la regió pantanosa que hi havia a l'istme entre el llac Saimaa i el llac Ladoga; amb la nova frontera circulant pel costat occidental d'aquestes. Però aquestes posicions també eren fàcils d'encerclar per una ofensiva enemiga de l'Exèrcit Roig, com ben aviat es va comprovar.

Els finesos van quedar bocabadats pels durs termes de pau. Els semblava que havien perdut més territori en la pau que no pas en la guerra, així com que havien perdut diverses de les zones més valuoses del país:
- grans parts de les zones més poblades de la regió meridional de la resta de Finlàndia havia estat connectada al món mitjançant el sistema del canal Saimaa, que ara desembocava a Viiborg on es connectava amb el Golf de Finlàndia.
- la zona meridional del país era el cor industrial finès.
- Carèlia és considerada com el cor i l'origen de la cultura finesa. Abans de la Guerra d'Hivern, la sobirania soviètica sobre la part principal de Carèlia, així com les atrocitats estalinistes que van tenir lloc allà, havien estat una gran font d'ira per a molts finesos. Sota els termes del tractat, es perdia la resta de Carèlia. Això inicià la Qüestió Careliana.

Les simpaties de l'opinió pública mundial semblaven tenir poc pes. Entre els finesos va créixer un cert sentiment amarg cap a les altres nacions, fins i tot pels suecs, que si bé havien mostrat la seva simpatia cap als finesos no havien acomplert plenament les seves obligacions de suport militar cap als finesos.
Els durs termes de pau van fer que els finesos inclinessin les seves simpaties cap als nazis, i que veiessin la venjança com a justificada. Al final, això seria una condició necessària per a la supervivència finesa en la Segona Guerra Mundial.
Només un any després, al juny de 1941, tornarien les hostilitats en l'anomenada Guerra de Continuació.